# Mafkar al-Gharbi
Mafkar al-Gharbi (arab. مفكر الغربي) – wieś w Syrii, w muhafazie Hama. W 2004 roku liczyła 803 mieszkańców.